# Maurice Zundel
Maurice Zundel OblOSB (* 21. Januar 1897 in Neuenburg; † 10. August 1975 in Ouchy, Lausanne) war ein Schweizer römisch-katholischer Geistlicher und Theologe.

## Leben

### Familie
Maurice Zundel war der Sohn des leitenden Postbeamten Werner Zundel und dessen Ehefrau Léonie, geb. Gauthier. Seine Mutter stammte aus dem französischsprachigen Teil des Kantons Freiburg und wurde in einem rituellen Katholizismus erzogen. Sein Vater war „aktiv freisinnig“ nach jenem liberalen katholischen Freisinn, der in den 1840er Jahren die Aufhebung von Klöstern betrieb, nach dem I. Vatikanum (1869/70) die neuen Papstdogmen ablehnte und die Gründung altkatholischer Gemeinden begrüßte. Die evangelische Großmutter war antikatholisch eingestellt. Sie hatte auch den stärksten Einfluss auf sein Leben, denn „sie trat für die Würde der Armen ein und lebte ständig im Bewusstsein, Gott sei anwesend. Sie war die christlichste Person in meiner Familie“. Sein Onkel Auguste war Mitglied des Ordens der christlichen Schulbrüder und Lehrer an der katholischen Diaspora-Schule Neuenburgs. Sein Vater ließ Maurice nur zur täglichen Schulmesse und zum Frühstück dieser Schule gehen; den Unterricht hatte er an der öffentlichen Schule bei evangelischen Lehrern zu besuchen.

### Werdegang

#### Ausbildung
Er besuchte das Gymnasium in Neuenburg; einer seiner Mitschüler war Jean Piaget, der spätere Genfer Psychologe, mit ihm gründete er den Club der Naturfreunde. Den Schulbesuch setzte er im Kollegium St. Michael in Freiburg fort. Ein prägendes Erlebnis war die Begegnung mit einem evangelischen Mitschüler, der in ärmlichen Verhältnissen lebte, die Bibel las, aber aus wirtschaftlichen Gründen nicht studieren konnte. Mit ihm diskutierte Maurice gerne; später erfuhr er, dass der Protestant den Freitod gewählt hat.
Zundel entschied er sich, Priester zu werden und besuchte als Vorbereitung auf das Priesterseminar von 1913 bis 1915 die Stiftsschule beim Kloster Einsiedeln; als „Bruder Benedikt“ wurde er Benediktineroblate. Am Priesterseminar in Fribourg absolvierte er sein Theologiestudium.

#### Wirken in Genf
1919 erfolgte seine Priesterweihe in der Diözese Lausanne-Genf und bis 1925 war er Vikar in Genf. Er machte bereits nach kurzer Zeit auf sich aufmerksam, weil er das herkömmliche Gottes- und Menschenbild kritisierte und verwendete im Religionsunterricht „profane Autoren“ statt des Katechismus und diskutierte mit Jugendlichen über gesellschaftliche Fragen, die Ehe und geschlechtliche Erziehung. 1921 veröffentlichte er einen Aufsatz über das Frauenstimmrecht, das in der Schweiz erst 1971 eingeführt wurde.

#### Zeit der Wanderschaft
Weil sein Bischof, Marius Besson, ihn für zu eigenständig befand, „er sei ein Querdenker und Freibeuter, und die Kirche liebt Freibeuter nun einmal nicht sonderlich“, verbot er ihm ab 1925 jede Tätigkeit im Bistum. Der Bischof sandte ihn an die Päpstliche Universität Heiliger Thomas von Aquin in Rom, damit er dort seine Theologie „nachfasse“. Maurice Zundel wählte als Studienfach Philosophie und schrieb eine Doktorarbeit über den Einfluss des Nominalismus auf das christliche Denken. Von Rom aus veröffentlichte er 1926 unter dem Namen „Bruder Benedikt“ sein erstes Buch Le Poème de la sainte Liturgie. Nach seiner Promotion 1927 zum Dr. phil. hoffte er auf eine Rückkehr in sein Heimatbistum, aber der Bischof gestattet ihm dort weder eine pastorale noch eine akademische Tätigkeit.
Freunde vermittelten Maurice Zundel 1927 eine Anstellung in Paris, zuerst als dritter Vikar in der Pfarrei Charenton. Nach sechs Monaten wurde er Kaplan bei den Benediktinerinnen von Saint Louis du Temple in der Rue Monsieur in Paris. In dieser Zeit lernte er auch den Mailänder Giovanni Battista Montini, den späteren Papst Paul VI. kennen; dieser erkannte in ihm „ein Genie als Dichter, als Mystiker, Schriftsteller und Theologe, und dies alles aus einem Guss, mit Geistesblitzen“.
Er erlebte anhand der Gestalt des Franz von Assisi die „Armut“ als Lebensimpuls von allem: das Loslassen, das Leer-Werden, die Sehnsucht über sich selbst hinaus. Er folgerte daraus, „alles galt es zu ändern, alles in Frage zu stellen: die gesamte Bibel, die gesamte Überlieferung, die gesamte Liturgie, die gesamte christliche Moral, die gesamte Philosophie, das gesamte Verständnis von Erkenntnis und Wissenschaft, von Eigentum und Recht, auch das gesamte Verständnis von Hierarchie“, alles war umzudrehen, von außen nach innen.
Er wurde Kaplan bei den Assumptionisten in London, wo er mit Sympathie den Anglikanismus studierte. Weil er immer noch in die Schweiz zurück wollte, gelang es ihm, die Aufgabe als Kaplans in einem Mädchenpensionat zu bekommen, aber nach kurzer Zeit verbot der Bischof ihm auch diese Tätigkeit. Eine Schule des gleichen Frauenordens bei Paris nahm ihn auf, ebenfalls als Kaplan.
Von Paris aus fuhr Maurice Zundel 1937 für ein Studienjahr an die Bibelschule der Dominikaner in Jerusalem; dort widmete er sich den biblischen Sprachen Hebräisch und Griechisch sowie neueren Fragestellungen der Exegese.
Wieder in Paris, veröffentlichte er 1938 sein neues Buch Recherche de la personne (Suche nach der Person). Auf Geheiß des Heimatbischofs wurde es aus dem Handel gezogen. Es behandle Fragen um Ehe und Liebe auf zu realistische Art; das schicke sich nicht für einen Priester.
Zu Beginn des Zweiten Weltkrieges gelang es ihm, Unterkunft im Glockenturm von Bex im Kanton Waadt zu bekommen, allerdings blieb er auf Anordnung des Bischofs weiterhin arbeitslos, so dass er, nach einem Ratschlag von Freunden, nach Kairo zog; dort bot ihm der Karmel Matarieh Herberge an und ermöglichte ihm verschiedene pastorale Dienste in Ägypten. In Ägypten begegnete er dem Islam, las den Koran und lernte Arabisch. Er studierte islamische Mystiker, insbesondere Al-Hallādsch (857–922), der von sich gesagt hatte „Ich bin die göttliche Wahrheit“ und deswegen als Irrlehrer hingerichtet und gekreuzigt wurde.

#### Rückkehr in die Schweiz
Nach dem Tod des Bischofs Besson konnte er 1945 heimkehren und wurde Hilfspriester in Ouchy-Lausanne und wirkte bis zu seinem Tod als Prediger, Vortragsredner, Schriftsteller und spiritueller Meister im In- und Ausland. Berühmt war sein brillantes Wissen in moderner Philosophie, Literatur und Naturwissenschaft; aber auch nach seiner Rückkehr blieb er umstritten.
1965 bat ihn Giovanni Battista Montini, der inzwischen Papst Paul VI. war, im Vatikan, zum Ende des Zweiten Vatikanischen Konzils, die Vorträge zu den Fastenexerzitien zu halten. Im Februar 1967 bat ihn der Papst, „ein Buch über die religiöse Problematik unserer Zeit“ zu schreiben. Der Papst wies in der Enzyklika Populorum progressio über den Fortschritt der Völker vom 26. März 1967 und in seiner Ansprache am Internationalen Thomisten-Kongress 1970 in Rom ausdrücklich auf ihn hin und lud ihn 1972 als Exerzitienmeister ein. Diese Vorträge erschienen ein Jahr nach seinem Tod unter dem Titel Welcher Mensch und welcher Gott? Durch die Förderung des Papstes erfuhr er zunehmend mehr Akzeptanz.
Maurice Zundel wurde in der Basilika Notre-Dame-de-l’Assomption in Neuenburg bestattet. Die Universitätsbibliothek Neuenburgs betreut die Privatbibliothek, die er ihr vermacht hat.

### Wirken
Maurice Zundel verfasste zahlreiche theologische und mystische Schriften. Als unkonventioneller Theologe stand er in der Tradition des Personalismus und des Franz von Assisi. Er war ein einflussreicher Berater der Klarissin-Mystikerin Louisa Jaques, deren Schriften weite Verbreitung finden.
Sein bekanntestes Buch war Das Hohelied der heiligen Messe, das Paula von Preradović ins Deutsche übersetzte (Wien: Tyrolia Verlag, 1937). Es war ein frühes Werk der Liturgischen Bewegung und wurde mehrfach übersetzt und wiederholt aufgelegt. Engelbert Maaß nannte die Übersetzung "meisterhaft" und meinte, das Werk sei "bald von tiefer philosophischer oder theologischer Spekulation, bald wieder herabsteigend in den Alltag." Preradovićs Engagement für Zundel belegt eine allgemeine Rezeption des Theologen in ihrem Wiener Freundeskreis, zu dem Theodor Innitzer, Karl Rudolf und Pius Parsch gehörten. Die nationalsozialistische SA schränkte 1938 die Buchproduktion der Tyrolia erheblich ein; erst 1948 brachte der Rex-Verlag in Luzern eine „autorisierte [deutsche] Lizenzausgabe“ heraus.
Bei seinem Werk L’Évangile intérieur handelt es sich um 15 Betrachtungen, die er vom Juli bis Oktober 1935 im Radio Luxemburg gehalten hatte.

## Rezeption
- Vier Zundel-Gesellschaften verbreiten das Denken von Maurice Zundel auf Tagungen und im Rahmen von Gesprächsgruppen: in Frankreich, Belgien, Kanada und in der Schweiz.
- Die Theologische Fakultät der Universität Freiburg im Üechtland organisierte vom 16. bis zum 19. April 2012 eine Tagung über Maurice Zundel. Die zahlreichen Vorträge zu Leben und Werk des in Neuenburg geborenen Priesters werden in französischer Sprache gehalten.

- Joseph Ratzinger, der spätere Papst Benedikt XVI., schrieb 1990 an Bernard de Boissière SJ, einen wichtigen Biografen Marcel Zundels, Zundel sei ein geistlicher Meister unserer Zeit.
- Zundel war im englischsprachigen Bereich weitgehend, bis Margaret Parry 2020 ein Buch über ihn veröffentlichte: Your Face My Light: Maurice Zundel, the Gospel of Man.[3]

## Schriften (Auswahl)
- De influxu nominalismi in cogitationem christianam. Thèse de doctorat, Angelicum, 1927.
- Le mystère de la connaissance. La Tour-de-Peilz, Suisse: Pensionnat Bon Rivage, 1931.
- Maurice Zundel; Antonín Medek; Karel Chlad: V hlubinách Oběti. Olomouc: Dominikánská edice Krystal, 1938.
- Recherche de la personne. St. Maurice, Suisse: Œuvre St. Augustin, 1938.
- The spendour of the liturgy. London, Sheed and Ward, 1941.
- L'évangelie intérieur. St. Maurice: Œuvre St. Augustin, 1942.
- Maurice Zundel; Paula von Preradovic: Das Hohelied der heiligen Messe. Luzern: Rex-Verlag, 1948.
- L'homme passe l'homme. Paris, La Colombe, 1948.
- Maurice Zundel; Marie Fabien Moos: Rencontre du Christ. Paris: Éditions ouvrières, 1951.
- Maurice Zundel; Domenico Sella: Madre della Sapienza. Milano: Ed. Corsia dei servi, 1954.
- In search of the unknown God. New York, Herder and Herder, 1959.
- Morale et mystique. Paris: Desclée de Brouwer, 1962.
- Dialogue avec la vérité. Paris: Dexlée de Brouwer, 1964.
- حنين, ادوار. ادوار حنين.; Idwār Ḥunain; Maurice Zundel: لبنان الغد / Lubnān al-ġad. الندوة اللبنانية, Bairūt: An-Nadwa al-Lubnānīya, 1966